# مثرا
مِثرا او مثيرا ( الأفيستانية : 𐬨𐬌𐬚𐬭𐬀 Miθra ؛ الفارسية القديمة : 𐎷𐎰𐎼 Miθraʰ هو إله إيراني قديم ( يازاتا ) للعهود والنور والأيمان والعدالة والشمس والعقود والصداقة. بالإضافة إلى كونه إله العقود، فإن ميثرا هو أيضًا شخصية قضائية، وحامي كلي الرؤية للحقيقة ( آشا )، وحارس الماشية والحصاد والمياه.